# セバスティアン・プロー
セバスティアン・プロー（Sébastien Plaut、1977年6月7日 - ）は、福岡県を拠点に活動するフランス人ローカルタレント。パインズ所属。フランス・パリ出身。血液型はA型。ニックネームは「セボ」。

## 略歴・人物
- 1996年から日本語・日本文化の勉強を始め、1999年に立教大学留学の為来日。
- 2000年に卒業後、2001年から福岡に在住。2002年1月からLOVE FMのAJ（「Air-Jockey」の略、同局ではディスクジョッキーをこう呼ぶ）を務め、2006年12月にKBCテレビ『アサデス。』でテレビ初レギュラーを果たす。
- 体を動かすことが好きであり、テニス10年・卓球3年の経験がある他、地元フットサルチームNG Labanda（福岡県リーグ1部）と FC Plaisir（森組）の2チームの選手としての顔も持つ。

## 現在の出演番組
- C'est Ca La France（LOVE FM、日曜日20:00〜21:00）

- Afternoon Delight（LOVE FM、月曜日12:00〜15:00）

## 過去の出演番組
- すすめ!福岡おたすけ隊（TVQ九州放送、2003年〜2004年）
- アサデス。KBC（KBCテレビ、月〜金曜日6:25〜8:00）
- アサデス。九州・山口（KBCテレビ・NCC・KAB・OAB・UMK・KKB・yab、月〜木曜日10:00〜10:45）

共に木曜中継レポーターとして出演。
- Around the Globe（LOVE FM、月〜木曜日20:00〜22:00、出演は月曜）
- エンタメ侍（TVQ九州放送、金曜日24:53〜）

## CM
- AUTO MAX（2003年〜2005年）